# Nevil Dede
Nevil Tamas Dede (Tirana, 10 januari 1975) is een Albanees voormalig voetballer en huidig voetbalcoach die in zijn loopbaan hoofdzakelijk voor het Albanese KF Tirana speelde.

## Clubcarrière
Hij speelde sinds 1992 voor KF Tirana, in de periode 2004-2006 speelde hij ook al voor KS Elbasani. Maar in 2006 keerde hij terug naar KF Tirana. Begin 2008 kon Dede een lucratieve transfer naar het Chinese Changsha Ginde versieren. Hij zou 1 seizoen in China spelen om begin 2009 al opnieuw naar zijn thuisland terug te keren, dit keer opnieuw naar KS Elbasani.

## Interlandcarrière
Dede maakte zijn debuut voor de nationale ploeg van Albanië in de vriendschappelijke thuiswedstrijd tegen Bosnië-Herzegovina (2-0) op 30 november 1995, net als Afrim Tole en Altin Haxhi. Hij kwam in totaal tot dertig interlands gedurende zijn carrière.

## Erelijst
KF Tirana
- Albanees kampioen

1995, 1996, 1997, 1999, 2000, 2003, 2004, 2006, 2007
- Albanese beker

1994, 1996, 1999, 2001, 2002
- Albanese Supercup

1994, 2000, 2002, 2003, 2006, 2007